# 팻 매코믹
패트리샤 ("팻") 조안 매코믹(Patricia ("Pat") Joan McCormick, 1930년 5월 12일 ~ 2023년 3월 7일)은 전 미국의 다이빙 선수로, 1952년과 1956년 하계 올림픽에서 플랫폼과 스프링보드 다이빙 2연패를 하기로 유명하였다.

## 생애
미국 캘리포니아주 실비치에서 태어나 어린이로서 1930년대와 1940년대에 여성 다이빙 선수들을 위한 경연 대회를 가질 수 없었던 집행적 다이빙으로 주목을 받았고, 롱비치에 있는 로스앨러미토스에서 연습을 하였다.
올림픽이 끝난 후, 그녀는 다이빙 순회 경기를 가지고 캐털리나 수영복의 모델이었다.
1984년 로스앤젤레스 올림픽 결성 위원회에 근무하였고, 흥미로운 어린이들에게 큰 꿈을 꾸며 자신들의 연습적인 길을 성공적으로 세우는 데 도움을 주는 창설 프로그램 "팻의 챔프"를 시작하였다.